# Hon’inbō (szkoła)
Hon’inbō (jap. 本因坊) – nazwa jednej z czterech głównych szkół gry go w Japonii. 
Szkoła została założona w 1612 przez buddyjskiego mnicha o imieniu Sansa Hon’inbō i funkcjonowała do 1940. 
Nazwa Hon’inbō pochodzi od pawilonu w Kioto, w którym do 1603 mieszkał Sansa, i którego nazwę przyjął jako swoje nazwisko. Tak jak pozostałe szkoły go w tamtym okresie, szkoła Hon’inbō funkcjonowała na zasadach iemoto, tzn. wszyscy uczniowie byli adoptowani przez mistrza. Mistrz wyznaczał swojego następcę, który po jego śmierci stawał się nową głową rodu.
W 1936 ostatni Hon’inbō, o imieniu Shūsai, przekazał prawa do tytułu instytutowi Nihon Ki-in i od 1941 zaczął być rozgrywany turniej, którego zwycięzca ma prawo noszenia tytuł Hon’inbō.

## Głowy rodu Hon'inbō
- 1.  Sansa (算砂, 1612-1623)
- 2.  San’etsu (算悦, 1630-1658)
- 3.  Dōetsu (道悦, 1658-1677)
- 4.  Dōsaku (道策, 1677-1702)
  - następca Dōteki (道的)
  - następca Sakugen (策元)
- 5.  Dōchi (道知, 1702-1727)
- 6.  Chihaku (知伯, 1727-1733)
- 7.  Shūhaku (秀伯, 1733-1741)
- 8.  Hakugen (伯元, 1741-1754)
- 9.  Satsugen (察元, 1754-1788)
- 10. Retsugen (烈元, 1788-1808)
- 11. Genjō (元丈, 1809-1827)
- 12. Jōwa (丈和, 1827-1839)
- 13. Jōsaku (丈策, 1839-1847)
- 14. Shūwa (秀和, 1847-1873)
  - następca Shūsaku (秀策)
- 15. Shūetsu (秀悦, 1873-1879)
- 16. Shūgen (秀元, 1879-1884)
- 17. Shūei (秀栄, 1884-1886)
- 18. Shūho (秀甫, 1886)
- 19. Shūei (秀栄, 1887-1907)
- 20. Shūgen (秀元, 1907-1908)
- 21. Shūsai (秀哉, 1908-1940)